# Gerhard Weigert
Gerhard Weigert (* 25. August 1924 in Geyer, Sachsen; † 13. April 2005) war ein deutscher Gewerkschafter und niedersächsischer Politiker der SPD.

## Leben
Weigert machte nach seinem Schulabschluss eine Berufsausbildung bei der Deutschen Reichsbahn in Berlin. Anschließend absolvierte er den Wehrdienst und geriet dabei in Kriegsgefangenschaft. 1947 absolvierte er eine zusätzliche Berufsausbildung mit einem Abschluss als Handwerker. Er wurde Jugendleiter des DGB in Wolfenbüttel. 
Mitglied der SPD war Weigert seit 1950.
Ab 1951 war er Geschäftsführer der Gewerkschaft Nahrung-Genuss-Gaststätten im Bezirk Wolfenbüttel-Salzgitter-Helmstedt, später wurde er stellvertretender Vorsitzender des Landesbezirkes Niedersachsen-Bremen. Zeitweise war er auch Vorstandsvorsitzender der Allgemeinen Ortskrankenkasse Wolfenbüttel und Aufsichtsratsvorsitzender der Gemeinnützigen Wohnungsstätten eG Wolfenbüttel. 
Weigert war Ratsmitglied in Wolfenbüttel, Fraktionsvorsitzender und Kreistagsmitglied sowie – als Nachrücker für Klaus-Dieter Kühbacher – von 1976 bis 1978 Mitglied des Niedersächsischen Landtages.